# 鐘山台
鐘山台（英語：Chung Shan Terrace）是一個位於香港新界葵涌九華徑的私人住宅群，建於青山公路和荔景山路之間的斜坡。

## 歷史

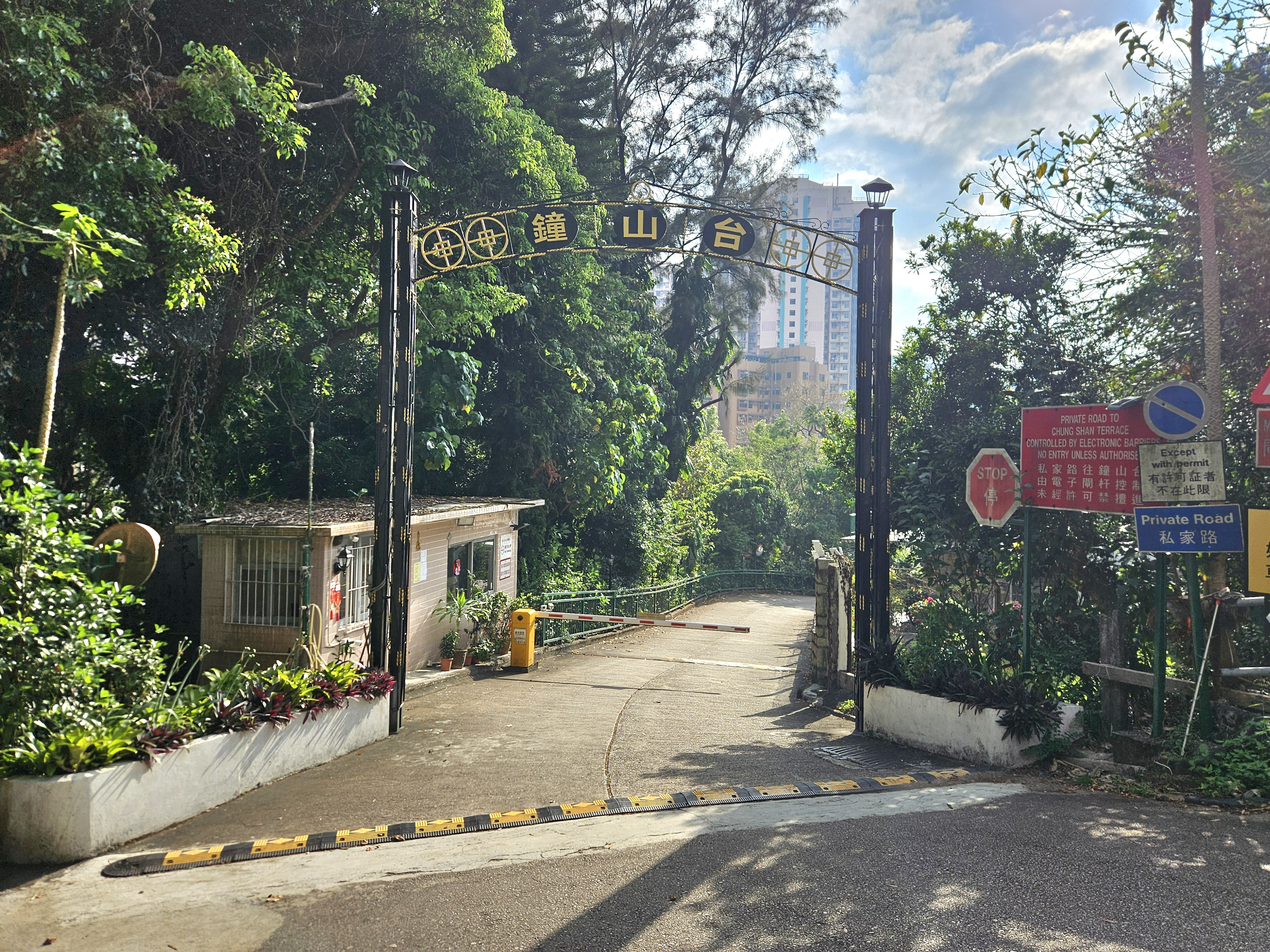
鐘山台青山公路入口

鐘山台位處的斜坡，前身是九華徑村的後山風水林的一部份，並有山徑連接青山公路至大埔道。1947年，商紳石鐘山在荔枝角灣畔興辦的「荔枝園」開幕，園地佔地萬餘平方呎，1949年改名為「茘枝園遊樂場」。同時，他在荔園旁購地、平整山坡，發展住宅項目，是為鐘山台。1950年代，鐘山台的別墅陸續落成並公開招租，鐘山台有三層長型平台，建有15座三層高的別墅。1981年，鐘山台互助委員會成立。鐘山台分別在青山公路五咪和荔景山路設有入口，屋苑內的道路屬私家路，現由1981年成立的鐘山台互助委員會管理，並不對外開放，因此屋苑私隱度甚高。
自1980年代起，鐘山台部份別墅重建成新式住宅，分別有鐘山台7號、鐘山小築和曉峯居（第一期），大業主亦利用鐘山台剩餘地皮發展曉峯居第二、三期和曉峯豪園。除此以外，鐘山台大部份別墅仍維持1950年代落成時的面貌，有鐘山台1號、8至24號，其中鐘山台1號外牆是用大麻石鋪砌的。

## 知名居民
- 唐全：達明機器廠創辦人之一，於1959年以九萬元購入鐘山臺其中一座別墅。[4]

## 事件
- 1982年，鐘山台7號拆卸地盤外的路面發生塌陷、水管爆裂，引發山泥傾瀉，位於山坡以下的九華徑舊村71號和72號石屋被泥石沖毀，40多人受災，百多名村民需緊急疏散。[5][6][7]
- 1999年，桂洪集團主席陳桂洪遭綁架，被擄到鐘山台一別墅拘禁和勒索三千萬港元。[8]

## 名稱問題
在政府所有官方紀錄中，鐘山台至今仍被錯誤稱為「鍾山台」。過去，九巴依據政府寫法命名鄰近鐘山台的巴士站，自2010年起，九巴將巴士站改為正確名字。